# Roger Segure
Pour les articles homonymes, voir Segure.
Roger Segure, né le 22 mai 1905 à New York et mort le 28 janvier 1999 en Californie, est un arrangeur américain de jazz.

## Biographie
Roger Segure naît le 22 mai 1905 à Brooklyn, New York, il étudie à l'université au Nevada.
Il est avant tout un autodidacte. Il accompagne Midge Williams au piano dans les années 1930 pour ses tournées aux États-Unis et en Asie de l'Est. Plus tard, dans les années 1930, il fait des arrangements pour Louis Armstrong, Andy Kirk et John Kirby. De 1940 à 1944, il est l'arrangeur principal de Jimmie Lunceford. Il s'installe à Los Angeles dans les années 1940, où il travaille comme directeur musical pour la télévision et dans l'enseignement musical. Roger Segure contribue également à intégration des sections de Los Angeles dans la Fédération Américaine des Musiciens.
Roger Segure meurt le 28 janvier 1999 en Californie.